# Lamplugh Inlet
Das Lamplugh Inlet ist eine vereiste Bucht an der Black-Küste des Palmerlands auf der Antarktischen Halbinsel. Sie liegt zwischen Kap Healy und Kap Howard.
Teilnehmer der United States Antarctic Service Expedition (1939–1941) entdeckten die Bucht bei Erkundungen über Land und aus der Luft. Namensgeber ist Elmer Louis Lamplugh (1910–1949), Funker auf der East Base des Service auf der Stonington-Insel.